# Коутсвил (Индијана)
Коутсвил (енгл. Coatesville) град је у америчкој савезној држави Индијана.

## Демографија
По попису из 2010. године број становника је 523, што је 7 (1,4%) становника више него 2000. године.
| Група             | 2000.       | 2010.       |
| Белци             | 508 (98,4%) | 503 (96,2%) |
| Афроамериканци    | 1 (0,2%)    | 0 (0,0%)    |
| Азијати           | 0 (0,0%)    | 1 (0,2%)    |
| Хиспаноамериканци | 2 (0,4%)    | 7 (1,3%)    |
| Укупно            | 516         | 523         |